# David Bingham
Pour les articles homonymes, voir Bingham.
David Bingham, né le 19 octobre 1989 à Castro Valley en Californie, est un joueur international américain de soccer. Il évolue au poste de gardien de but.

## Biographie
Il anticipe son passage en pro et signe un contrat Génération Adidas avec la MLS peu après la MLS SuperDraft 2011. Il rejoint les Earthquakes de San José à la suite d'un tirage au sort.

## Palmarès
- Vainqueur du Supporters' Shield en 2012